# Musée Kubote
Le musée Kubote (求菩提資料館, Kubote Shiryōkan) est un musée historique inauguré en 1974 et situé à Buzen, dans la préfecture de Fukuoka, sur l'île de Kyūshū au Japon.

## Présentation
La collection inclut près de 5 000 objets en rapport avec les pratiques shugendō du mont Kubote ainsi que du kagura de Buzen,.
En novembre 2017, le musée ferme pendant plusieurs mois pour des travaux sur le bâtiment vieillissant. En février 2018, la ville de Buzen fait un appel de fonds au gouvernement préfectoral pour une installation de remplacement,,,.

## Galerie
|  |
|  |

|  |
|  |

|  |
|  |

|  |
|  |